# Fúria a Bahia
Fúria a Bahia (títol original en francès: Furia à Bahia pour OSS 117) és una pel·lícula franco-italiana dirigida per André Hunebelle, estrenada el 1965. Ha estat doblada al català.

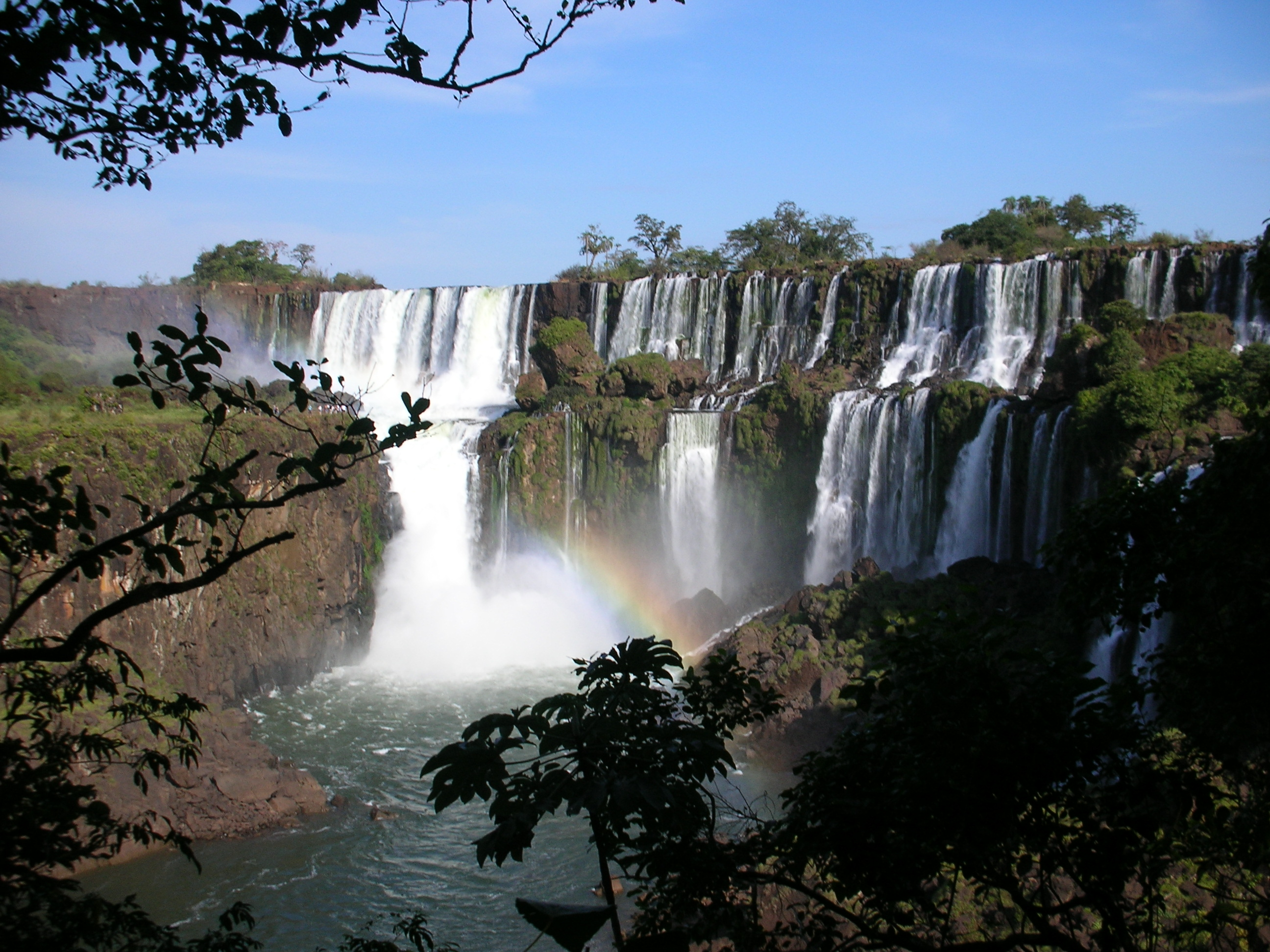
Cascades d'Iguazú a la frontera del Brasil i de l'Argentina
Un lloc de rodatge exterior

## Argument
Amèrica Llatina, i especialment al Brasil, és presa d'una gran agitació: són assassinats polítics en atemptats suicides perpetrats per homicides kamikaze que actuen com en situació d'hipnosi. Hubert Bonnisseur de la Bath, àlies OSS 117, és enviat al terreny per la CIA per investigar.

## Repartiment
- Frederick Stafford: Hubert Bonisseur de La Bath, àlies 0SS 117
- Mylène Demongeot: Anna-Maria Sulza
- François Maistre: Carlos
- Raymond Pellegrin: Leandro
- Jacques Riberolles: Miguel Sulza
- Perrette Pradier: Consuela Moroni I
- Annie Anderson: Consuela Moroni II
- Guy Delorme: Karl
- Jean-Pierre Janic: Ludwig
- Michel Thomass: el client rus
- Richard Saint-Bris: El director de l'hotel
- Eric Vasberg: un guardaespatlles
- Henri Attal: un assassí
- Jean Minisini: un assassí
- Dominique Zardi: un assassí
- Yves Furet: Clark
- Yvan Chiffre: un guardaespatlles

## Al voltant de la pel·lícula
| « | Torno al Brasil amb Hunebelle per rodar Fúria a Bahia . […] Agafarem un petit avió per anar a rodar el final de la pel·lícula sobre les magnífiques i enormes Cascades de l'Iguaçú, que fan frontera amb l'Argentina, crec... Per a un dels últims plans, un vell ens porta amb barca a través d'un laberint extremadament perillós fins a una gran roca plana on hem d'intercanviar un petó apassionat i... fi de la pel·lícula. […] Si el vell s'equivoca, diu, un metre massa a la dreta o massa a l'esquerra, serem portats pels corrents i projectats en les caigudes sense cap possibilitat de poder sortir-nos-en... és molt impressionant de sentir-ho. Lent trajecte entre les roques amb, en el fons, el soroll cada vegada més esmorteït de les cascades que s'acosten. Som estranyament silenciosos... I ben contents quan, pla rodat, haurem trobat les ribes i l'equip de la pel·lícula, també alleujat. | » |